# ESO Supernova Planetarium & Besucherzentrum
Das ESO Supernova Planetarium & Besucherzentrum ist ein astronomisches Zentrum direkt neben dem Hauptsitz der Europäischen Südsternwarte (ESO) in Garching bei München. Neben Ausstellungen und Führungen bietet die ESO Supernova Planetariumsshows, in denen auch die neuesten Beobachtungsergebnisse der ESO Teleskope präsentiert werden.
Die ESO Supernova ist eine gemeinnützige Bildungseinrichtung, die keine gesonderten staatlichen Zuschüsse erhält, ausgenommen Mittel aus dem normalen Betriebsbudget der ESO. Der Eintritt und die Teilnahme an allen Aktivitäten des Zentrums war im Jahr 2018 kostenlos. Ab 2019 werden Eintrittskarten für Aktivitäten wie Planetariumsshows, Führungen und andere Events verkauft. Der Eintritt zur Ausstellung und zu allen Bildungsaktivitäten ist weiterhin kostenlos.

## Organisation
Das Gebäude ist eine Spende der Klaus Tschira Stiftung (KTS) und des Heidelberger Instituts für Theoretische Studien (HITS), die die ESO im Dezember 2013 entgegennahm. Es wird betrieben und geleitet von der ESO. Leiterin ist Tania Johnston.

## Forschungscampus Garching
Das ESO Supernova Planetarium & Besucherzentrum befindet sich auf dem Hochschul- und Forschungszentrum Garching. Der Campus beherbergt die Ludwig-Maximilians-Universität München und die Technische Universität München sowie mehr als 80 Forschungsinstitute und internationale Technologieunternehmen mit mehr als 6.000 Beschäftigten und rund 15.000 Studierenden. Ihre Arbeitsgebiete reichen von der Grundlagenforschung bis hin zur Entwicklung zukunftsträchtiger Hightech-Anwendungen.

## Die Architektur
Das Besucherzentrum wurde von Thomas Mrokon und dem Architekturbüro Bernhardt + Partner, entworfen, die bereits das Haus der Astronomie entworfen haben, ein Zentrum für Öffentlichkeitsarbeit und Didaktik der Astronomie. Das Gebäude ähnelt einem Doppelsternsystem, in dem Masse von einem Stern zum anderen übertragen wird. Diese Konstellation führt letztendlich dazu, dass der schwerere Stern als Supernova explodiert, wobei deren kurzzeitiges, helles Aufleuchten so hell ist wie das Licht aller Sterne der Milchstraße zusammen.

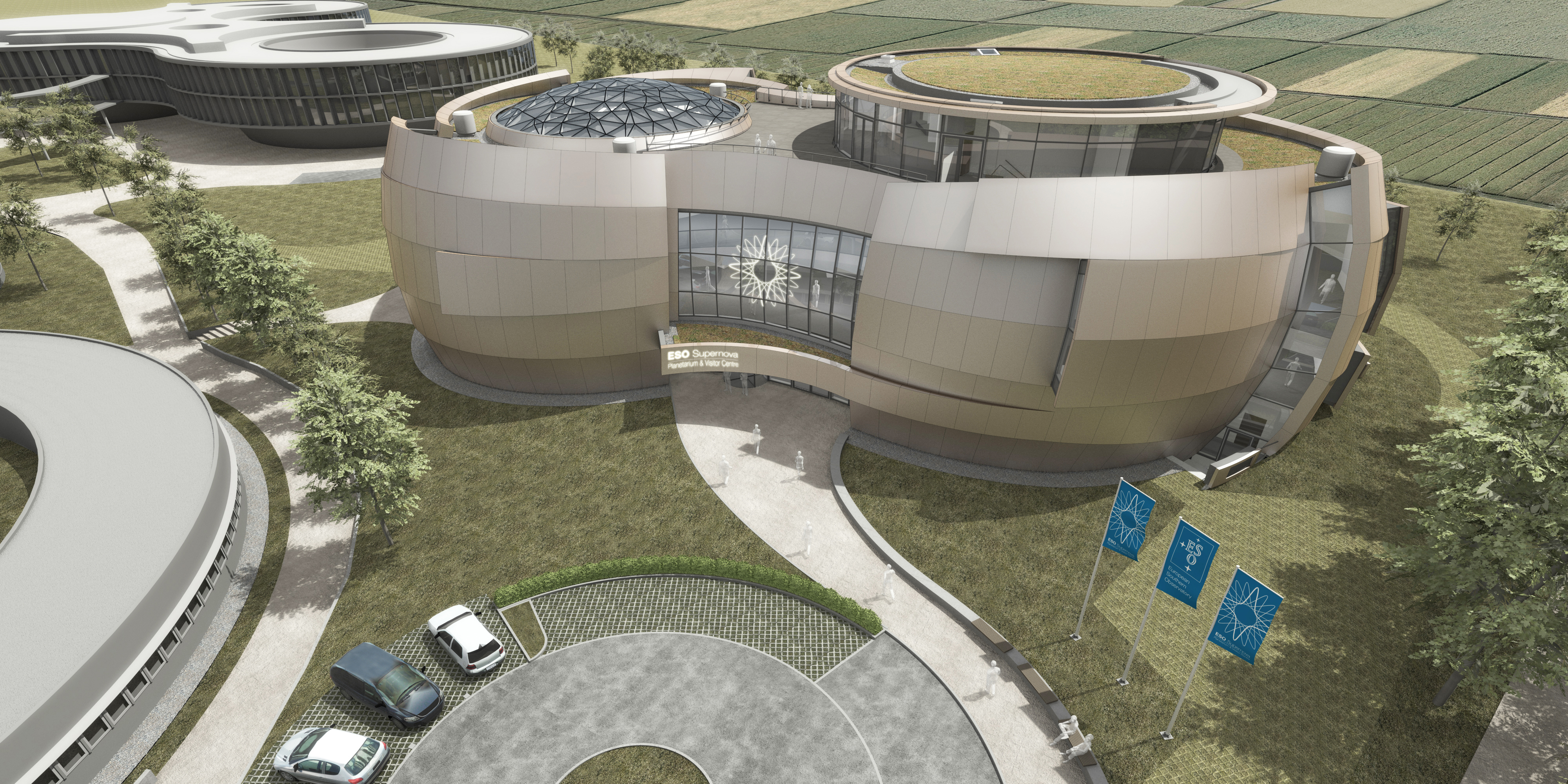
Außenansicht des ESO Supernova Planetarium & Besucherzentrum (Entwurf)
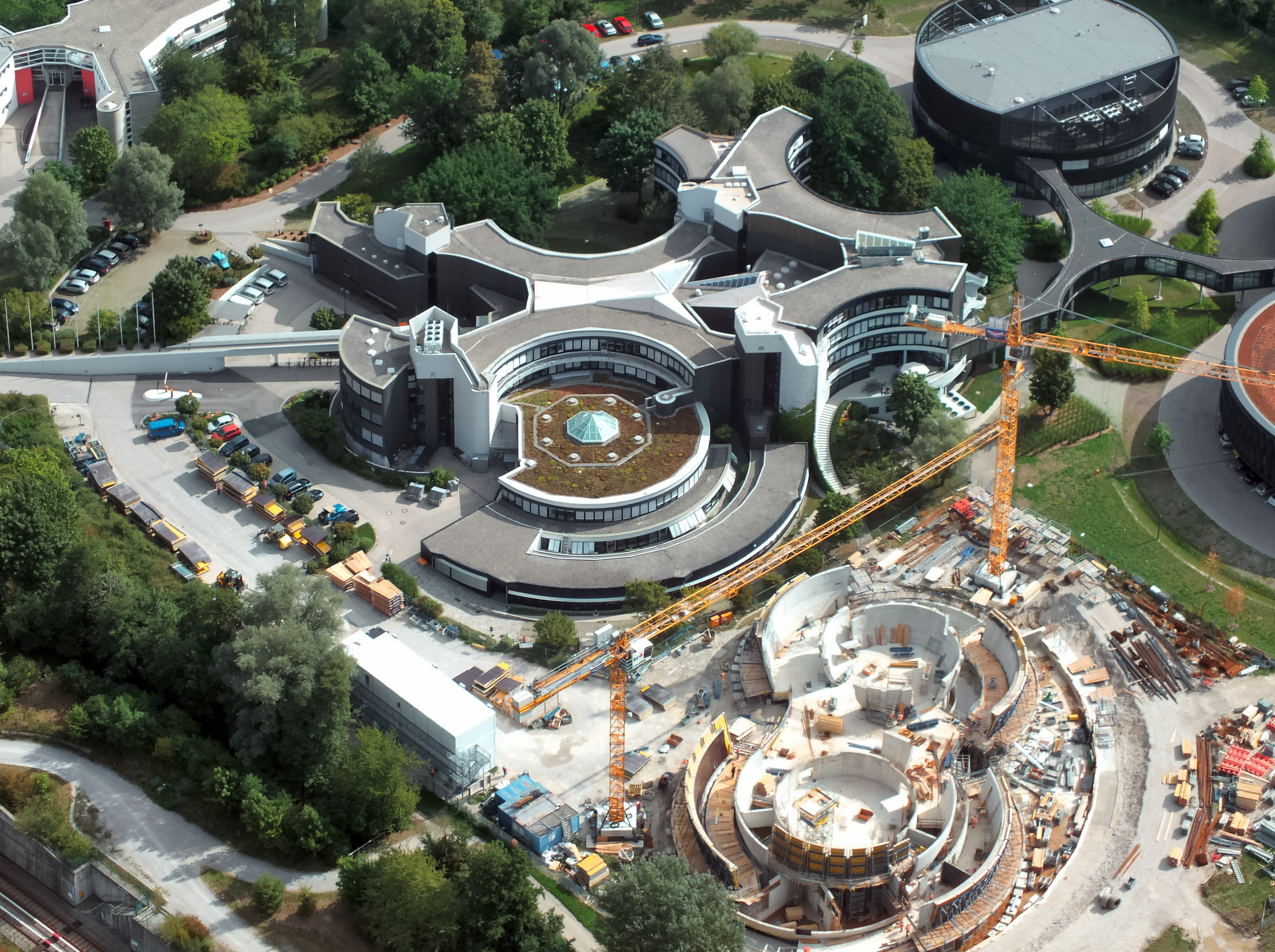
Luftaufnahme des ESO-Hauptsitzes. Das Supernova Planetarium & Besucherzentrum befindet sich unten rechts, 2015
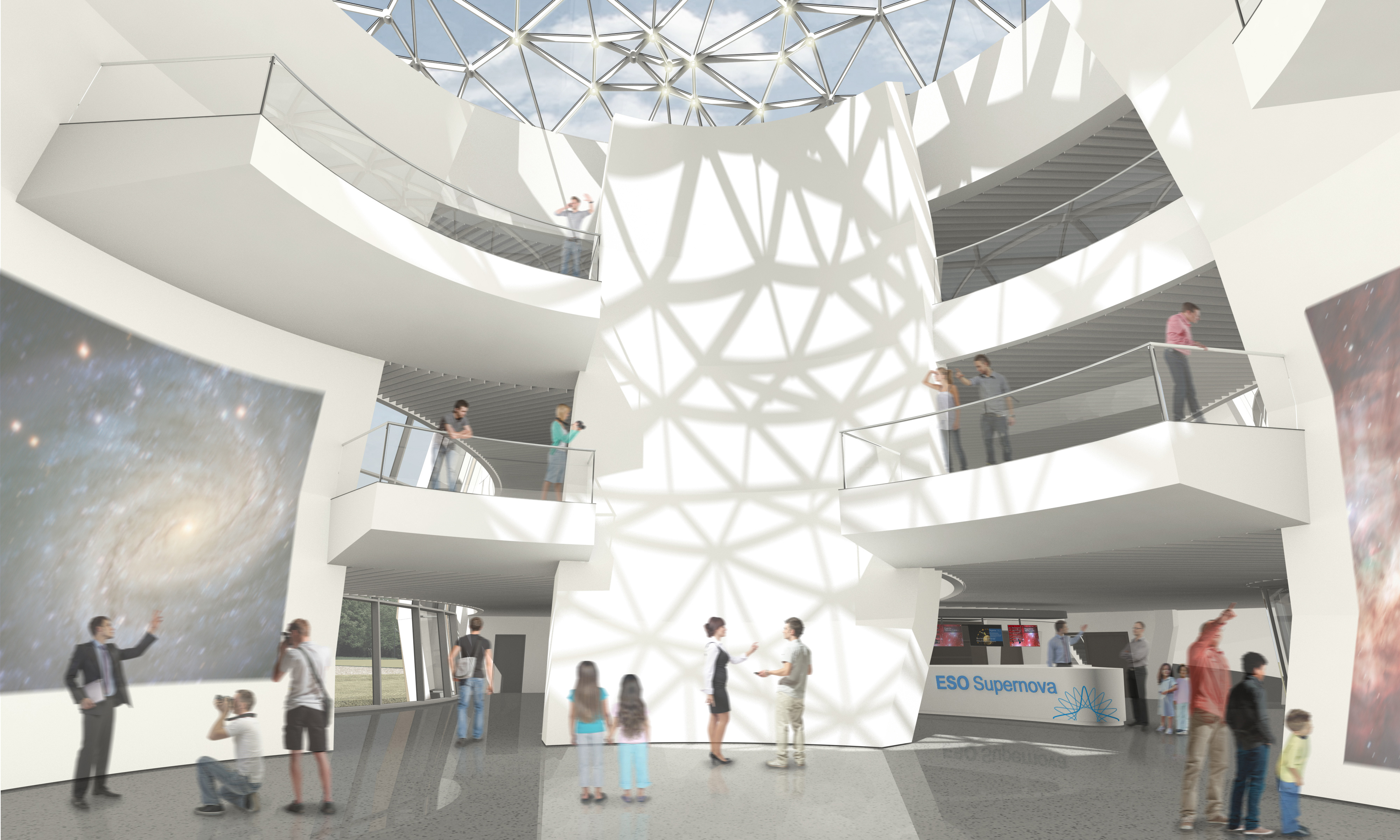
Innenansicht des ESO Supernova Planetarium & Besucherzentrum (Entwurf)

## Planetarium
Das Besucherzentrum verfügt über eine geneigte Planetariumskuppel mit 14 Metern Durchmesser, die bis zu 109 Besucher fasst. Das Planetarium ist mit fünf Velvet-Projektoren mit einer Gesamtauflösung von etwa 4500 × 4500 Pixeln, entsprechend 20 Megapixeln ausgerüstet. Dabei kommen die Softwarepakete Digistar 6, Uniview, Powerdome, World Wide Telescope und Resolume and Space Engine zum Einsatz.
Es werden Planetariumshows sowohl von externen Produzenten wie auch Eigenproduktionen der ESO gezeigt werden. Das gesamte für die ESO Supernova entwickelte Material steht auch anderen Planetarien kostenlos unter der Creative-Commons-4.0-Lizenz zur Verfügung. Es ist mitsamt Untertiteln und gesprochenem Kommentar in verschiedenen Sprachen verfügbar.

## Ausstellungen
Auf 2.200 m² werden im ESO Supernova Besucherzentrum Dauer- und Sonderausstellungen gezeigt. Konzeption und Gestaltung der ersten Dauerausstellung Das Lebendige Universum stammen von der Firma „design und mehr“. Die Supernova-Projektgruppe am Heidelberger Institut für Theoretische Studien steuerte die wissenschaftliche Expertise des Instituts zur Ausarbeitung der Ausstellungsinhalte bei. Dafür konzipierte und entwickelte die Gruppe am HITS mehr als zwanzig interaktive Ausstellungsstücke speziell für die ESO Supernova, bei denen Besucher dank Computersimulationen, virtueller Realität und hochmoderner Computergrafiken in die vielseitige Themenwelt der Astronomie eintauchen können.
Die 13 Themen der Ausstellung präsentieren Konzepte der allgemeinen Astronomie, das Leben im Universum und wie Himmelskörper mit modernen Teleskopen und Technologien untersucht werden.
Mittels Exponaten zum Anfassen, interaktiven Medien sowie Video- und Audio-Installationen können die Besucher alle wissenschaftlichen Aspekte der modernen Astrophysik untersuchen. An jeder einzelnen Station können sie wählen, wie tief sie in das astronomische Wissen eintauchen wollen, wobei auch spezielle Erklärungen für Kinder verfügbar sind.
Die Ausstellung wendet sich auch an Lehrer und Pädagogen, da sie verschiedene Konzepte aus den Lehrplänen beinhaltet. Teile der Ausstellung können Lehrer zur Unterstützung und Erweiterung ihres Unterrichts verwenden.
In der Ausstellung gibt es auch ein kleines, modernes 3D-Kino, wo 3D- und 2D-Filme sowohl auf Deutsch als auch auf Englisch gezeigt werden.

## Geführte Touren
Die ESO Supernova veranstaltet täglich mehrere geführte Touren in deutscher und englischer Sprache zu diversen Themen der Astronomie, der Geschichte der ESO und der Architektur der ESO-Gebäude. Drei der regelmäßig stattfindenden Touren sind unten aufgelistet, doch sind auch eine Reihe von Sondertouren zu bestimmten Themen verfügbar.
- ESO Supernova Ausstellungstour: Ein Berufsastronom oder Ingenieur führt die Besucher durch die vielen Highlights der Ausstellung und beantwortet Fragen zur Astronomie.
- Hausführung: Eine Tour durch das ESO-Hauptgebäude, das normalerweise Besuchern nicht zugänglich ist, führt durch Geschichte und Zukunft der ESO.
- ESO-ArchitecTour: Die Besucher sehen und erfahren die Architektur der ESO Supernova und des ESO-Hauptgebäudes.

## Fortbildungsveranstaltungen
Die ESO Supernova bietet Fortbildungsveranstaltungen für Schüler im Alter von 4–18 Jahren. Hauptberufliche Ausbilder bringen am Beispiel der Astronomie den jungen Menschen wissenschaftliche Vorgehensweise und Technologie näher; dies geschieht in interaktiven Workshops, Planetariumsshows und Führungen. Die Themen sind der jeweiligen Altersstufe der Schülergruppe angepasst.
Zwei spezielle Planetariumsshows für die Schüler wurden mit besonderer Berücksichtigung des Lehrplans entwickelt: Der Himmel über uns richtet sich an Schüler im Alter von 4–7 und Eine Reise durch das Universum an die 8–11-Jährigen.
Sechs verschiedene praktische Workshops sind verfügbar, jeweils zugeschnitten auf bestimmten Stufen im bayerischen Lehrplan, vom Kindergartenalter bis zum 13. Schuljahr. Jeder Workshop zeigt anhand eines astronomischen Hintergrunds wie man eine Vielzahl an Themen aus dem Lehrplan unterrichten kann und verknüpft diese in interdisziplinärer Weise.
Für Lehrer bietet die ESO Supernova spezielle Lehrerseminare an und koordiniert ein Netzwerk von Lehrern in Bayern, Deutschland und Europa.